# Conão (silenciário)
Conão (em latim: Conon) foi um oficial bizantino do século VI, ativo durante o reinado do imperador Anastácio I Dicoro (r. 491–518). Esteve na capital imperial de Constantinopla em 508/511, quando sua filha estava em idade para casar, e presumivelmente em 518. Silenciário entre 511-518, foi destinatário de duas cartas do patriarca antioqueno Severo (512–518) e foi mencionado numa terceira.